# Колоньо-аль-Серіо
Колоньо-аль-Серіо (італ. Cologno al Serio) — муніципалітет в Італії, у регіоні Ломбардія,  провінція Бергамо.
Колоньо-аль-Серіо розташоване на відстані близько 470 км на північний захід від Рима, 45 км на схід від Мілана, 13 км на південь від Бергамо.
Населення — 11 097 осіб (2014).
Щорічний фестиваль відбувається 11 жовтня. Покровитель — Sant'Eurosia.

## Демографія
Населення за роками:

Станом на 1 січня 2023 року в муніципалітеті офіційно проживали 1252 іноземці з 56 країн, серед них 252 громадяни країн Євросоюзу та 14 громадян України.

## Сусідні муніципалітети
- Бриньяно-Джера-д'Адда
- Гізальба
- Мартіненго
- Моренго
- Романо-ді-Ломбардія
- Спірано
- Урньяно